# Eunice bassensis
Eunice bassensis är en ringmaskart som beskrevs av McIntosh 1885. Eunice bassensis ingår i släktet Eunice och familjen Eunicidae. Inga underarter finns listade i Catalogue of Life.